# Bițina-Ungureni, Ialomița
Bițina-Ungureni este un sat în comuna Movilița din județul Ialomița, Muntenia, România.